# Руслан
Русла́н — чоловіче ім'я тюрксько-перського походження. У перекладі означає «лев». Жіноча форма — Руслана.

## Походження
Ім'я йде коріннями в героїчний іранський епос про Рустама, сина Залазара (поема Фірдоусі «Шах-наме»). Образ цього богатиря згодом був взятий тюркськими народами, де Рустам Залазар перетворився на Арслана Зальзара («арслан» означає «лев»).